# Primeira Cruz
Primeira Cruz – miasto i gmina w Brazylii leżące w stanie Maranhão. Gmina zajmuje powierzchnię 1367,676 km². Według danych szacunkowych w 2016 roku miasto liczyło 15 068 mieszkańców. Położone jest około 100 km na wschód od stolicy stanu, miasta São Luís, oraz około 1800 km na północ od Brasílii, stolicy kraju. Na terenie gminy znajduje się część Parku Narodowego Lençóis Maranhenses. 
W 2014 roku wśród mieszkańców gminy PKB per capita wynosił 4315,51 reais brazylijskich.